# Europe PubMed Central
A Europe PubMed Central (Europe PMC) szabad hozzáférésű repozitórium több millió biológiai és orvostudományi kutatással. 2012. november 1-ig neve UK PubMed Central volt.

## Szolgáltatás
A Europe PMC több mint 9,3 millió teljes szöveges biológiai és élettudományi kutatást és több mint 43,3 millió hivatkozást tartalmaz. Ezekben hivatkozási információk vannak, és szövegbányászat-alapú hivatkozásokat tartalmaznak külső molekuláris és orvosi adatbázisokra. A Europe PMC adományozói csoportjában a biológiai kutatás eredményeit leíró cikkek legkésőbb a publikáció után 6 hónappal szabadon hozzáférhetők lesznek a támogatott munka minél nagyobb eredményéhez.
A Grant Lookup lehetővé teszi a keresést több mint 101 900 támogatás közt.
A tartalom nagy része a PubMed Centralból jön, mely egész könyveket és folyóiratokat kezel, tárol. Ezenkívül a Europe PMC kéziratküldő rendszerrel (Europe PMC Plus) is rendelkezik, lehetővé téve az ellenőrzött cikkek általuk történő feltöltését a Europe PMC-be.

## Szervezet
A Europe PMC eredetileg 2007-ben indult a PMC első „tükrözéseként”, melynek célja a nyilvánosan elérhető biológiai irodalom nemzetközi megőrzése. A PMC International repozitóriumai közé tartozik a PubMed Central Canada mellett. A Europe PMC a PMC-nek nem pontos tükrözése, és sok eltérő funkcióval rendelkezik. 2013. február 15-én a CiteXplore a Europe PubMed Central részeként elindult.
Az Európai Molekuláris Biológiai Laboratórium-Európai Bioinformatikai Intézet (EMBL-EBI) működteti 27 orvostudományi és biológiai kutatástámogatóval, főleg a Wellcome Trusttal együtt.
A Europe PMC-t 27 szervezet támogatja: az Egyesült Királyság Orvostudományi Akadémiája, az Action on Hearing Loss, az Alzheimer's Society, az Artritiszkutató Kampány egyesült királyságbeli intézete, az Osztrák Tudományos Alap (FWF), a Biotechnológiai és Biológiai Tudományfinanszírozó Társaság, a Bloodwise, a Breast Cancer Now, a Brit Szívalapítvány, a Cancer Research UK, az Orvostudományi Akadémia tudományos vezetősége, a Diabetes UK, az Egyesült Királyság Egészségügyi Minisztériuma, a Dunhill Medical Trust, az Európai Keresőtanács, a Marie Curie Alapítvány, az Egyesült Királyság Orvoskutató Tanácsa, a Motorneuronbetegség-társaság, az Egyesült Királyság Sclerosis multiplex-társasága, a Myrovlytis Trust, a Kutatásban Használt Állatok Cseréjének, Finomításának és Csökkentésének Nemzeti Központja (NC3Rs), a Parkinson's UK, az Egyesült Királyság Prosztataközpontja, a Telethon Olaszország, a Wellcome Trust, az Egészségügyi Világszervezet és a Világszintű Rákkutatás Társaság (korábban Társaság a Nemzetközi Rákkutatásért).

## Fordítás
Ez a szócikk részben vagy egészben  az   Europe PubMed Central című angol Wikipédia-szócikk ezen változatának fordításán alapul.  Az eredeti cikk szerkesztőit annak laptörténete sorolja fel. Ez a jelzés csupán a megfogalmazás eredetét és a szerzői jogokat jelzi, nem szolgál a cikkben szereplő információk forrásmegjelöléseként.